# Эшало
Эшало́ (фр. Échalot) — коммуна во Франции, находится в регионе Бургундия. Департамент коммуны — Кот-д’Ор. Входит в состав кантона Энье-ле-Дюк. Округ коммуны — Монбар.
Код INSEE коммуны — 21237.

## Население
Население коммуны на 2010 год составляло 110 человек.
| 1962 | 1968 | 1975 | 1982 | 1990 | 1999 | 2010 |
| ---- | ---- | ---- | ---- | ---- | ---- | ---- |
| 187  | 172  | 144  | 133  | 118  | 94   | 110  |

## Экономика
В 2010 году среди 74 человек трудоспособного возраста (15—64 лет) 58 были экономически активными, 16 — неактивными (показатель активности — 78,4 %, в 1999 году было 72,4 %). Из 58 активных жителей работали 56 человек (29 мужчин и 27 женщин), безработных было 2 (0 мужчин и 2 женщины). Среди 16 неактивных 6 человек были учениками или студентами, 5 — пенсионерами, 5 были неактивными по другим причинам.